# Моріс Костелло
Моріс Костелло (англ. Maurice Costello; 22 лютого 1877, Піттсбург, США — 29 жовтня 1950, Санта-Моніка, США) — американський актор, режисер та сценарист.

## Біографія та кар'єра
Моріс Костелло народився у Піттсбурзі, штат Пенсільванія у США, в сім'ї ірландських іммігрантів Еллен (до шлюбу Фіцджеральд, нар. 1853) та Томаса Костелло (нар. 1852). Дебютував в кіно у 1905 році, зігравши Шерлока Холмса у фільмі «Пригоди Шерлока Холмса». Подальша акторська кар'єра Костелло пов'язана з кінокомпанією «Vitagraph», де він грав ролі, починаючи з перших постановок компанії. Серед найвідоміших стрічок за участю актора — «Повість про два міста» («Взяття Бастилії», за романом Чарлза Діккенса), «Людина, яка не могла перемогти Бога» та «За честь родини». Загалом Моріс Костелло знявся у понад 280 стрічках та як режисер поставив близько 80 фільмів.
За результатами опитування одного з американських жіночих журналів, проведеного у 1914 році з метою дізнатися імена найпопулярніших акторів, Моріс Костелло зібрав понад мільйон голосів, ставши найкращим актором «Vitagraph» (при цьому голосуванні його перемогли лише Френк Бешмен та Воррен Керріган, які не належали до трупи кінокомпанії «Vitagraph»).
Моріс Костелло був одним з перших провідних акторів раннього періоду американського кінематографу, але як і для багатьох інших зірок німого кіно, його перехід до «звукового кіно» був надзвичайно важким, через що актор перестав зніматися у головних ролях, проте, продовжував акторську кар'єру та з'являвся у фільмах, переважно у невеликих та епізодичних ролях аж до своєї смерті у 1950 році.

## Особисте життя
Моріс Костелло був одруженим з акторкою Мей Костелло (до шлюбу Альтшук), з якою мав двох доньок, що також стали акторками: Долорес Костелло та Елен Костелло. Його онук — кіноактор Джон Дрю Беррімор, правнучка — акторка Дрю Беррімор.
23 листопада 1913, Костелло був заарештований за побиття дружини Мей. 25 листопада 1913, Костелло визнав, що бив дружину, перебуваючи у стані алкогольного сп'яніння. На прохання Мей Костелло справу було кваліфіковано як хуліганство, за що Костелло отримав 6 місяців умовного покарання.
Моріс Костелло помер у віці 73 років 29 жовтня 1950 році в Лос-Анджелесі, штат Каліфорнія у США. Був похований на католицькому цвинтарі Голгофа, у Лос-Анджелесі.

## Фільмографія (вибірково)
Актор
- 1908 : Соломія / Salome — цар Ірод;
- 1908 : Річард III / Richard III
- 1908 : Антоній та Клеопатра / Antony and Cleopatra — Марк Антоній
- 1908 : Юлій Цезар / Julius Caesar
- 1908 : Венеційський купець / The Merchant of Venice
- 1909 : Рюї Блаз / Ruy Blas
- 1909 : Кенільворт / Kenilworth
- 1909 : Король Лір / King Lear
- 1909 : Знедолені / Les Misérables — Жан Вальжан
- 1910 : Хатина дядька Тома / Uncle Tom's Cabin
- 1910 : Як вона перемогла його / How She Won Him — Артур Льюїс
- 1911 : Історія двох міст / A Tale of Two Cities — Сідні Картон
- 1911 : Спадкове причина / The Inherited Taint
- 1911 : Залицяння Вініфред / The Wooing of Winifred
- 1911 : Його мати / His Mother — Дональд Грей
- 1911 : Статистка / The Show Girl — доктор Ренфрю
- 1911 : В ім'я її брата / For Her Brother's Sake — Альберт Блек, брат
- 1911 : Задля кохання і слави / For Love and Glory — лейтенант Осмунд
- 1911 : Другий медовий місяць / The Second Honeymoon — Джек Мервін, чоловік
- 1912 : Старий срібний годинник / The Old Silver Watch — дорослий Френк
- 1912 : За честь родини / For the Honor of the Family — Гай Дентон
- 1913 : Багдадська принцеса / A Princess of Bagdad
- 1913 : Людина, яка не могла перемогти Бога / The Man Who Couldn't Beat God — Мвртін Генчфорд
- 1923 : Не такий сліпий / None So Blind — Рассел Мортімер
- 1923 : Чоловік і дружина / Man and Wife — Калеб Перкінс
- 1923 : Місячні відблиски / The Glimpses of the Moon — Фред Гіллоу
- 1923 : У тумані / Fog Bound — депутат Браун
- 1924 : Безіменна історія / The Story Without a Name — каліка
- 1925 : Божевільне весілля / The Mad Marriage
- 1926 : Камілла / Camille — батько Армана
- 1936 : Голлівудський бульвар / Hollywood Boulevard
- 1938 : Я — це закон / I Am the Law
- 1939 : Буремні двадцяті / The Roaring Twenties
- 1939 : Містер Сміт їде у Вашингтон / Mr. Smith Goes to Washington
- 1940 : Едісон, людина / Edison, the Man
- 1940 : Морський яструб / The Sea Hawk
- 1940 : Третій палець, ліва рука / Third Finger, Left Hand
- 1941 : Леді з Луїзіани / Lady from Louisiana
- 1941 : А ось і містер Джордан / Here Comes Mr. Jordan
- 1941 : Жертва зради / A Man Betrayed
- 1942 : Збереш бурю / Reap the Wild Wind
- 1942 : Скляний ключ / The Glass Key
- 1944 : Майже твоя / Practically Yours
- 1944 : Кульмінація / The Climax